# ميخائيل كيارني
ميخائيل كيارني هو سياسي كندي، ولد في 1811، وتوفي في 4 مارس 1885.